# Nik'oloz Mali
Nik'oloz Mali (in georgiano ნიკოლოზ მალი?; 27 gennaio 1999) è un calciatore georgiano, difensore del Bunyodkor.

## Carriera

### Club
Ha giocato nella prima divisione georgiana ed in quella uzbeka.

### Nazionale
Ha giocato nelle nazionali giovanili georgiane Under-19 ed Under-21.
L'8 settembre 2020 ha esordito con la nazionale maggiore giocando l'incontro pareggiato 1-1 contro la Macedonia del Nord, valido per la UEFA Nations League.

## Statistiche

### Cronologia presenze e reti in nazionale
| Cronologia completa delle presenze e delle reti in nazionale ― Georgia | Cronologia completa delle presenze e delle reti in nazionale ― Georgia | Cronologia completa delle presenze e delle reti in nazionale ― Georgia | Cronologia completa delle presenze e delle reti in nazionale ― Georgia | Cronologia completa delle presenze e delle reti in nazionale ― Georgia | Cronologia completa delle presenze e delle reti in nazionale ― Georgia | Cronologia completa delle presenze e delle reti in nazionale ― Georgia | Cronologia completa delle presenze e delle reti in nazionale ― Georgia |
| Data                                                                   | Città                                                                  | In casa                                                                | Risultato                                                              | Ospiti                                                                 | Competizione                                                           | Reti                                                                   | Note                                                                   |
| ---------------------------------------------------------------------- | ---------------------------------------------------------------------- | ---------------------------------------------------------------------- | ---------------------------------------------------------------------- | ---------------------------------------------------------------------- | ---------------------------------------------------------------------- | ---------------------------------------------------------------------- | ---------------------------------------------------------------------- |
| 8-9-2020                                                               | Tbilisi                                                                | Georgia                                                                | 1 – 1                                                                  | Macedonia del Nord                                                     | UEFA Nations League 2020-2021 - 1º turno                               | -                                                                      | 74’ 75’                                                                |
| Totale                                                                 |                                                                        | Presenze                                                               | 1                                                                      |                                                                        | Reti                                                                   | 0                                                                      |                                                                        |

## Palmarès

### Club

#### Competizioni nazionali
- Campionato georgiano: 1

Saburtalo Tbilisi: 2018
- Coppa di Georgia: 2

Saburtalo Tbilisi: 2019, 2021
- Supercoppa di Georgia: 1

Saburtalo Tbilisi: 2020